# Listă de actrițe - O
|  | Listă de actrițe \| \| Listă de actrițe - O \| Liste alfabetice de actori și actrițe \| Listă de actori A - B - C - D - E - F - G - H - I - J - K - L - M - N - O - P - Q - R - S - T - U - V - W - X - Y - Z |

## Actrițe - O
| - Merle Oberon (1911 - 1979) - Rosie O'Donnell (* 1962) - Maureen O'Hara (* 1920) - Lena Olin (* 1956) - Susan Olsen (* 1961) | - Mary-Kate Olsen (* 1986) - Ashley Olsen (* 1986) - Nancy Olson (* 1928) - Anny Ondra (1902 - 1987) - Tatum O'Neal (* 1963) | - Jennifer O'Neill (* 1948) - Heather O'Rourke (1975 - 1988) - Marie Osmond (* 1959) - Maureen O'Sullivan (1911 - 1998) - Catherine Oxenberg (* 1961) |

## Actori
|  | Listă de actori \| \| Listă de actrițe \| Liste alfabetice de actori și actrițe \| Listă de actori A - B - C - D - E - F - G - H - I - J - K - L - M - N - O - P - Q - R - S - T - U - V - W - X - Y - Z |